# 大西志信
大西 志信（おおにし しのぶ）は、日本の漫画家。愛媛県出身。
『フレッシュジャンプ』（集英社）にて「ACE-001 (エース ゼロゼロワン)」の掲載を経て、1985年に週刊少年ジャンプにて『ミスターライオン』を連載。当時、北斗の拳、キン肉マン、ドラゴンボール、シティーハンターなどバトル・アクション作品を主流としていたジャンプにおいて、女子校を舞台に破天荒な教師（1年間の停職処分となった警官が署長命令により教員として修行を命じられた。）と女学生たちの交流を描いた。愛媛県松山市在住だったが、ジャンプ本誌での連載開始にあたっては上京して東京の旅館で缶詰め状態となり執筆していた。

## 作品一覧
- ミスターライオン：全1巻（ジャンプスーパーコミックス、1985年）
- ACE-001：全1巻（ジャンプスーパーコミックス、1984年）[5]